# Кобылье (Московская область)
Кобылье — деревня в Зарайском районе Московской области, в составе муниципального образования сельское поселение Каринское (до 29 ноября 2006 года входила в состав Каринского сельского округа). В Кобылье на 2016 год числилось 1 садовое товарищество, деревня связана автобусным сообщением с райцентром и соседними населёнными пунктами.

## География
Кобылье расположено в 16 км на юг от Зарайска, у границы с Рязанской областью, на реке Осётрик, высота центра деревни над уровнем моря — 171 м.

## Население
| 2002 | 2006 | 2010 |
| ---- | ---- | ---- |
| 23   | ↗74  | ↘31  |

## История
Кобылье впервые в исторических документах упоминается в XVI веке; на 1790 год в нём числилось 15 дворов, 148 жителей и деревянная церковь, в 1858 году — 67 дворов и 336 жителей, в 1906 году — 60 дворов и 459 жителей. В 1929 году был образован колхоз "12 лет Октября", с 1961 года — в составе совхоза «Зарайский».